# Kanishtha Dhankar

Kanishtha Dhankar, née le 21 septembre 1988, est une actrice mannequin et reine de beauté indienne devenue Femina Miss India 2011 le 14 avril 2010. Elle représente l'Inde lors du concours Miss World 2011.

## Mannequinat
Cette reine de beauté de l'Inde provient de l'endroit qui détient le triste record du pays en matière de discrimination sexuelle avant même la naissance, puisque le district de Jhajjar, dans le Haryana, d'où elle est originaire, se fait remarquer par le pire rapport entre les sexes, avec seulement 774 filles pour 1000 garçons, selon le recensement de 2011.
« Les filles peuvent également parvenir à des résultats dans la vie, et mon exemple aidera sans doute à initier une nouvelle réflexion dans l'État contre la discrimination entre les sexes », a déclaré Kanishtha Dhankar, alors qu'elle se trouvait dans la capitale pour promouvoir une nouvelle gamme de produits de NoMarks, une entreprise leader dans le domaine des cosmétiques.